# Przystronie Śląskie
Przystronie Śląskie − nieczynny przystanek osobowy w Przystroniu, w Polsce, w województwie dolnośląskim.